# Vance Law
Vance Aaron Law (né le 1er octobre 1956 à Boise, Idaho, États-Unis) est un ancien joueur de baseball professionnel ayant évolué dans les Ligues majeures pour cinq équipes différentes de 1980 à 1991. 
Joueur d'avant-champ, Law a surtout été utilisé au troisième et au deuxième but. Il a reçu une invitation au match des étoiles du baseball majeur, en 1988, et joué un an dans une ligue au Japon.
Vance Law est le fils de l'ancien lanceur étoile Vern Law, qui s'est illustré dans les majeures durant les années 1950 et 1960.

## Carrière
Joueur des Cougars de l'université Brigham Young et repêché au 39e tour de sélection par les Pirates de Pittsburgh en 1978, Vance Law a disputé son premier match dans les majeures le 1er juin 1980. Il demeure dans l'organisation des Pirates jusqu'en 1981, mais ne participe qu'à 55 matchs en deux ans avec le club.
Il joue une première saison complète en 1982 pour les White Sox de Chicago, avec qui il demeure jusqu'à la fin de la saison 1984. Il est utilisé presque exclusivement au troisième but durant ses deux dernières saisons chez les Sox. 
Law passe aux Expos de Montréal, qui le mutent au deuxième coussin en 1985. Après trois saisons avec la formation canadienne, il retourne à Chicago, cette fois dans l'uniforme des Cubs. Retrouvant sa place au troisième but, il connaît sa meilleure saison en carrière en 1988, frappant pour ,293 avec 78 points produits. Il participe aux matchs des étoiles.
Après la saison 1989, passée également chez les Cubs, Law quitte pour le Japon où il joue un an pour les Chunichi Dragons. Il revient en Amérique en 1991 et s'aligne avec les Athletics d'Oakland pour une saison.
En 1212 parties en carrière dans les ligues majeures, Vance Law a maintenu une moyenne au bâton de ,256 avec 71 coups de circuit et 442 points produits. Il a frappé 972 coups sûrs. En défensive, il a joué dans 700 matchs au troisième but, 391 au deuxième, 109 à l'arrêt-court et 58 à la position de joueur de premier but.